# Rodrigo Zeolla
Rodrigo Leonel Zeolla (Alejandro Korn, Provincia de Buenos Aires, Argentina, 3 de marzo de 1987) es un futbolista que juega como lateral volante por derecha.

## Biografía
Se formó en las divisiones inferiores de Club Atlético Lanús, tuvo un breve paso por C.A. Brown de Adrogué, antes de emigrar a Europa.
Jugó en el ascenso de España, en Portugal y en Italia. Luego de jugar 7 años en Europa, volvería a Argentina para jugar en Racing de Olavarría.
Actualmente es jugador del Club Atlético Sarmiento de la Banda.

## Clubes
| Club                  | País      | Año         |
| --------------------- | --------- | ----------- |
| C.A Lanús             | Argentina | 1996- 2006  |
| C.A. Brown de Adrogué | Argentina | 2006 - 2008 |
| Olivais e Moscavide   | Portugal  | 2008        |
| C.D.Bala Azul         | España    | 2008 - 2009 |
| Biellese              | Italia    | 2009        |
| U.S.D. Pratese        | Italia    | 2009 - 2010 |
| Pinatar F.C           | España    | 2010 - 2013 |
| Racing A. Club        | Argentina | 2013 - 2014 |
| C.A.Americo Tesorieri | Argentina | 2014 - 2015 |